# Bokwang Phoenix Park

Locatie van Bokwang Phoenix Park

Het Bokwang Phoenix Park (Koreaans: 보광 휘닉스 파크) is een skipark in Bongpyeong in het district Pyeongchang in Zuid-Korea. Het park is geopend in 1995. Tijdens de Olympische Winterspelen 2018 is het gebruikt voor het freestyleskiën en het snowboarden. 
Het park biedt plaats aan 18.000 toeschouwers (10.200 zitplaatsen en 7.800 staplaatsen).

## Trivia
- De Koreaanse populaire televisieserie Autumn in My Heart werd op deze locatie gefilmd